# Adenostemma brasilianum
Adenostemma brasilianum là một loài thực vật có hoa trong họ Cúc. Loài này được (Pers.) Cass. mô tả khoa học đầu tiên năm 1822.